# Luka Lončar
Luka Lončar (Zagreb, 26. lipnja 1987.), hrvatski vaterpolist. Od početka karijere igra za zagrebačku Mladost. Za hrvatsku seniorsku reprezentaciju prvi put je nastupio na Mediteranskim igrama 2013. u Mersinu gdje je sa svim pobjedama osvojeno zlato. Za reprezentaciju je igrao i na SP-u 2013. u Barceloni.
U sezoni 2015./16. nosi kapicu dubrovačkog Juga. Osvojio je naslov europskoga klupskog prvaka 2015./16., osobito se istaknuvši u utakmici krnje četvrtzavršnice protiv Egera u kojoj je postigao četiri od Jugovih osam pogodaka. Proglašen je najboljim igračem Jadranske lige u sezoni 2016./17., kad je Jug nadmoćno obranio naslov.

## Uspjesi u mlađim kategorijama
- srebro na juniorskom EP-u u Sofiji 2005.
- srebro na juniorskom SP-u u Mar del Plati 2005.
- četvrto mjesto na EP-u do 18 godina u Rumunjskoj 2006.
- bronca na juniorskom SP-u u Long Beachu 2007.[4]